# Rudolf von Burgund

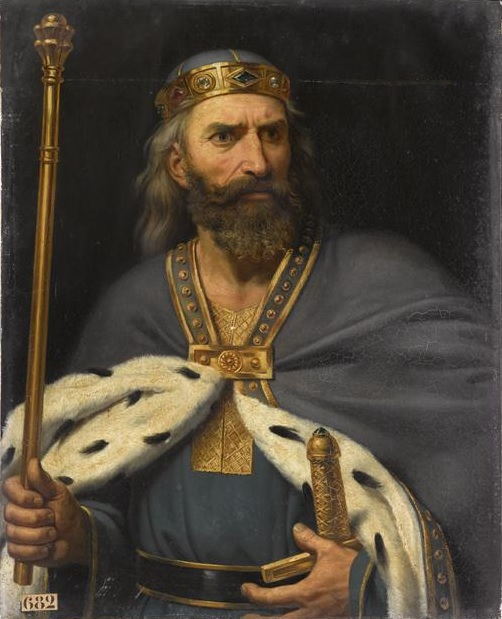
François-Louis Dejuinne (1786 – 1844), Rudolf von Burgund

Rudolf von Burgund (lateinisch Rodulfus, französisch Raoul de Bourgogne; * vor 890; † 15. Januar 936 in Auxerre) aus der Familie der Buviniden war Herzog von Burgund und Graf von Auxerre als Nachfolger seines Vaters, Richards des Gerichtsherrn, und wurde 923 zum König von Frankreich gewählt.
Rudolfs Schwiegervater, Gegenkönig Robert I., ein Bruder des Königs Odo von Paris, war am 15. Juni 923 in der Schlacht von Soissons gegen seinen Rivalen, den Karolinger Karl III. den Einfältigen, gefallen. Die Truppen Roberts besiegten jedoch das Heer Karls; daher konnten seine Anhänger nach seinem Tod sogleich einen Nachfolger wählen. Nachdem Roberts Sohn Hugo der Große den Thron abgelehnt hatte, wurde Rudolf zum König von Frankreich erhoben. Am 13. Juli 923 wurde er in Soissons gekrönt.
Bald danach wurde Karl III. vom Grafen Heribert II. von Vermandois, einem Karolinger und gleichzeitig angeheirateten Verwandten und Parteigänger Rudolfs, in eine Falle gelockt. Heribert lud Karl zu Verhandlungen ein und nahm ihn dann gefangen. Karl blieb bis zu seinem Tode 929 in Haft. Damit war Rudolf fortan alleiniger König, aber Heribert lieferte ihm den gefangenen Karl nicht aus, sondern behielt den Karolinger in seinem Gewahrsam, um über ein Druckmittel gegen Rudolf zu verfügen. Als Heribert 927 mit Rudolf in Streit geriet, holte er Karl hervor und erkannte ihn als rechtmäßigen König an, behielt ihn aber zugleich weiterhin in Gefangenschaft, bis Karl 929 starb. 
Nach Karls Gefangennahme sah sich der ostfränkische König Heinrich I. nicht mehr an eine Vereinbarung gebunden, in der er Karl Lothringen zugestanden hatte. 925 unterwarf sich Herzog Giselbert dem Ostfrankenkönig, der sich damit in Lothringen durchsetzen konnte. Rudolf konnte den Verlust Lothringens nicht verhindern. Damit fiel eine folgenreiche Entscheidung über den künftigen Verlauf der französischen Ostgrenze.
Rudolf von Burgund wurde in der Abtei Sainte-Colombe in Sens begraben.
Er war seit 910/914 mit Emma († 935), einer Tochter Roberts I., verheiratet, mit der er einen Sohn hatte, der wohl 934 starb. Da Rudolf somit keinen männlichen Erben hatte, wurde nach seinem Tod Ludwig IV., ein Sohn Karls des Einfältigen, sein Nachfolger.